# Krogulec (Góry Izerskie)
Krogulec (niem. Theisensteine) – szczyt wysokości 1001 m n.p.m., w południowo-zachodniej Polsce, w Sudetach Zachodnich, w Górach Izerskich, w Grzbiecie Wysokim.

## Lokalizacja
Wzniesienie położone jest w Sudetach Zachodnich, w środkowo-wschodniej części Gór Izerskich, w południowej części bocznego ramienia Wysokiego Grzbietu Gór Izerskich, na południowy zachód od Rozdroża pod Cichą Równią, około 2,7 km na północny zachód od Jakuszyc.

## Charakterystyka
Wzniesienie w kształcie rozległego masywu ze słabo zaznaczoną kulminacją szczytową, w całości zalesione świerkowym lasem. Szczyt zwieńczony jest grupą skalną o tej samej nazwie, na zachodnim zboczu poniżej szczytu stoi grupka skalna Pelikan. Zbocze północne łagodnie opada w kierunku Rozdroża pod Cichą Równią, a południowe w kierunku Przełęczy Szklarskiej. Zbocze wschodnie jest prawie poziome, zachodnie zbocze minimalnie opada do skałek Pelikan a od poziomu 970 m n.p.m. gwałtownie opada w kierunku doliny Izery. Na wschód od wzniesienia wznosi się odosobnione wzniesienie Cicha Równia, o tej samej wysokości, z którym dominują w południowej części bocznego pasma w Wysokim Grzbiecie. Na północno-zachodnim zboczu wzniesienia położone są źródła dopływów Izery.

## Budowa geologiczna
cały masyw znajduje się w obrębie granitoidowego masywu karkonoskiego powstałego w karbonie. Wzniesienie zbudowane jest z granitów porfirowatych.

## Inne
- Około 3,2 km na północny wschód od szczytu wznosi się Wysoka Kopa najwyższe wzniesienie Gór Izerskich.
- Szczyty często pokrywają chmury i mgły.

## Turystyka
Przez szczyt nie prowadzą szlaki turystyczne, szlak przechodzi południowym zboczem około 0,8 km od szczytu:
- czerwony – czerwony szlak im. M. Orłowicza ze Świeradowa-Zdroju.
- Wzniesienie położone jest w trójkącie, którego ramiona tworzą trasy: Szklarska Droga (Stara Droga Celna) – od północnego zachodu, Górny Dukt Końskiej Jamy szlak zielony – od północnego wschodu i szlak czerwony przez Samolot – od południa.